# Corpaci (Rumunia)
Corpaciⓘ – wieś w Rumunii, w okręgu Suczawa, w gminie Zamostea. W 2011 roku liczyła 121 mieszkańców.